# 十七年 (小说)
《十七年》是倪匡筆下科幻小說衛斯理系列之一。故事講述一對情侶因意外喪生，當時約定轉世後相見，男方的靈魂卻意外進入一座玉像中的故事。這個故事是《命運》的附篇，講的是人的靈魂與玉的關係。

## 故事大綱
十七年前，敵家健和王玉芬一對年輕戀人因交通意外死去，在死前他們相約來生再會。
王玉芬死後投胎變成她的妹妹王玉芳，十七年後，長大了的王玉芳憶起前生的事情，便回到敵家附近想找轉世的敵家健，然而敵家健父母一直認為當日的車禍是王玉芬無牌駕駛造成，故痛恨王玉芬及其家人，但王玉芳在敵家門外強烈感覺到敵家健就在家中，始終不願放棄。
敵家健死後，身為玉石雕刻家的父親敵文同，便著手雕刻了一個敵家健外型的玉像，原來，敵家健的靈魂正是進入了這尊玉像中。後來，經衛斯理的介紹，敵家父母終於從王玉芳口中得知意外發生時駕車的是敵家健，而王玉芳也告知她能感到敵家健的靈魂在玉像中，並與敵家健相認，後來敵家健的父母便不再憎恨王玉芬，並接受王玉芳是王玉芬轉世，也相信了兒子靈魂在玉像之內。
之後王玉芳入住了敵家，並認定玉像是她的丈夫。而暗戀王玉芳的陳長青便失戀了。

### 作者想表達的想法
- 自古以來就有靈魂居於玉石草木之說。在前人的筆記小說中，靈魂能進入玉石中居住的原因，是因為玉石的晶體結構適合靈魂居住。而黃粱夢中，盧生睡覺時進入道士使用玉枕展開人生也是這個原因。
- 這個故事是衛斯理系列中首個以轉世為主題的故事。有其劃時代里程碑的意義。從這個故事開始衛斯理系列進入了(第二時期)轉世的主題。後期幾個故事。如《轉世暗號》系列。雛型都來自這個故事。

## 詮釋
1. ↑  《命運》（明窗出版社，1987年）

| 前任者： 055 犀照 | 衛斯理系列（按編號） 056                              | 繼任者： 057 異寶 |
| 前任者： 命運     | 衛斯理系列（按連載時序） 1984年7月11日至1984年8月13日 | 繼任者： 異寶     |